# Норфолкська Вікіпедія
Норфолкська Вікіпедія (норфолк. Wikkapedya) — розділ Вікіпедії норфолкською мовою. Створена у 2005 році. Норфолкська Вікіпедія станом на 25 березня 2025 року містить 0 статей, 12 792 зареєстрованих користувачів, 8 активних дописувачів, 1 адміністратора
. Загальна кількість сторінок в норфолкській Вікіпедії — 1032, редагувань — 45 549, мультимедійні файли відсутні
. Глибина (рівень розвитку мовного розділу) норфолкської Вікіпедії дуже мала і становить лише 0 пунктів
. 

## Історія
- Жовтень 2007 — створена 100-та стаття[3].
- Серпень 2009 — створена 200-та стаття[4].
- У 2013 році норфолкську Вікіпедію запропонували закрити, наразі у вікіспільноті йде обговорення цього питання[5].